# Sant Esteve de Canelles
Sant Esteve és una església al veïnat de Canelles al terme municipal de Navata (Alt Empordà) inclosa en l'Inventari del Patrimoni Arquitectònic de Catalunya.

## Arquitectura

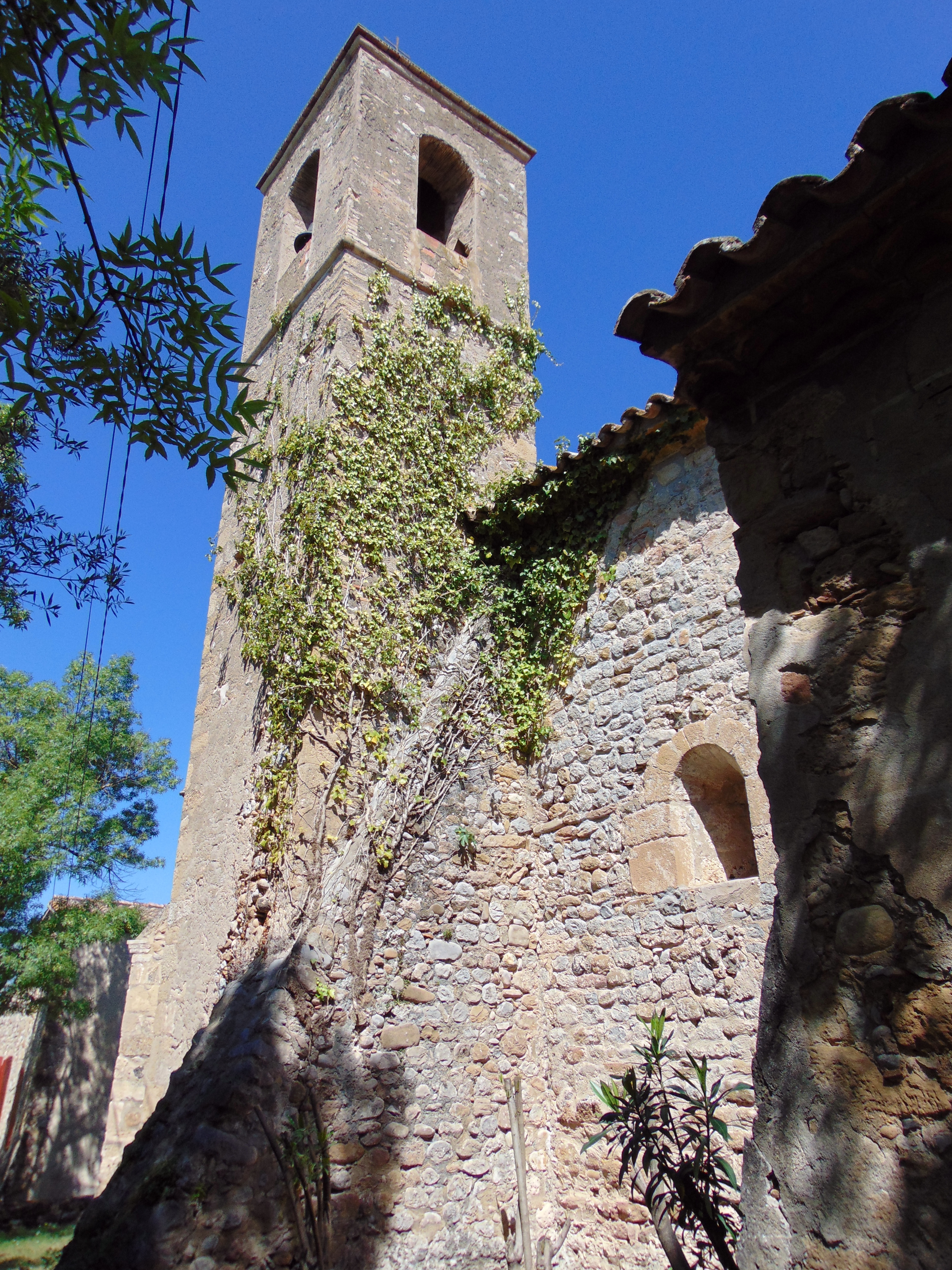

L'església de Sant Esteve és un edifici d'una sola nau amb absis semicircular i coberta de teula a dues vessants. El parament de la façana principal es trobava amagat per una capa de calç, que es va treure en la restauració que es va fer de l'església el 1992 La porta d'accés està situada al centre; és d'arc de mig punt amb motllura guardapols superior. Al damunt de la porta hi ha una petita finestra d'arc de mig punt, amb motllura guardapols i ampit sobresortint. És remarcable la utilització decorativa del maó a la façana (motllures i coronament esglaonat). Al parament de la banda de migdia hi ha afegits la sagristia i el campanar, de construcció molt posterior a la de la resta de l'església. L'absis té una petita obertura d'arc de mig punt.A l'interior, la nau té volta de canó al tram més pròxim als peus i apuntada a la banda de llevant propera al presbiteri.

## Història
L'església de Sant Esteve de Canelles apareix documentada des del segle ix, com a possessió del monestir de Santa Maria de la Grassa. Sembla que aquest domini va durar fins al segle xiv.
L'edifici actual és, en les seves estructures originals, un temple romànic dels segles XII- XIII, encara que molt modificat en èpoques posteriors. La façana i el campanar daten del segle xviii, època en què segurament també va ser bastida la sagristia (a la llinda d'una finestra apareix la data de 1774).